# My Boo
A My Boo Usher és Alicia Keys amerikai énekesek duettje. Usher Confessions című albumának új kiadásán jelent meg, az album negyedik kislemezeként adták ki. A dal hat hétig vezette az USA-ban a Billboard Hot 100 slágerlistát, ezzel az album harmadik legsikeresebb dala lett a Yeah! és a Burn után.

## Felvételek
Usher és Alicia Keys korábban is dolgoztak már együtt, Keys If I Ain’t Got You című dalának egy remixén. Usher negyedik albuma, a Confessions felvételei közben több énekesnő neve is felmerült lehetséges duettpartnerként a dalhoz; Jermaine Dupri, aki az album több dala, köztük a sikeres Yeah! és Burn társszerzője is volt, javasolta Aliciát. A dal egy múltbeli kapcsolatról szól, amelynek emléke még élénken él. Keys szerint „a dal arról szól, akibe először voltál szerelmes. Bár már vége és másokkal is találkoztál azóta, mindig emlékezni fogsz az elsőre.”
A My Boo hiphop-beütésű, közepes tempójú R&B-dal F-dúrban.

## Fogadtatása
A My Boo azok közt a dalok közt volt, amelyek nem kerültek fel az album végleges változatára, de több másik dallal – köztük a P. Diddyvel és a The Neptunesszal felvett Red Lighttal – együtt kiszivárgott az internetre. A dal végül felkerült a Confessions új kiadására, míg az Egyesült Királyságban a Red Light és a Sweet Lies is felkerült rá.
Dupri úgy tervezte, a My Boo lesz a negyedik kislemez, amint az előző, a Confessions Part II lekerül a slágerlistáról. A dal szeptember 21-én jelent meg az USA-ban, 12" bakelitlemezen. Az Egyesült Királyságban dupla A oldalas kislemezként jelent meg a Confessions Part II-val december 28-án; 2005. január 18-án újra kiadták.
A kritikusoktól a dal vegyes fogadtatást kapott. Azeem Ahmad, az OMH Media munkatársa szerint a dal versengés Usher és Alicia Keys között. Jon Caramanica a Rolling Stone-tól érzelgősnek találta.
A 2005-ös Grammy-díjátadón jelölték a legjobb R&B-dalnak és a legjobb, duó vagy együttes által előadott R&B-dal kategóriában is; utóbbit megnyerte, előbbit Alicia Keys You Don’t Know My Name című száma kapta. Szintén 2005-ben Usher és Alicia elnyerték a dallal a legjobb, duó vagy együttes által előadott R&B/souldalnak járó Soul Train Music Awardot is.
A My Boo az USA-ban éppolyan sikert aratott, mint Usher előző kislemezei, a Yeah!, a Burn és a Confessions Part II. A Billboard Hot 100 huszonkilencedik helyén nyitott, az album kislemezei közül a legmagasabb helyen, és két héttel később már a top 10-ben szerepelt; a listán töltött nyolcadik hetén ért fel az első helyre. Hat hétig állt a csúcson, tovább, mint az előző dal, a Confessions Part II, ami csak két hétig, de kevesebb ideig, mint a 12, illetve 8 hétig listavezető első két kislemez. Tizenkilenc hétig maradt a top 10-ben, és huszonhat hét után került le a listáról. Vezette a Billboard Hot R&B/Hip-Hop Songs és Hot Ringtones listáit is.

## Változatok
Usher több más énekesnővel is felvette a dalt, többek között Brandyvel, aki megváltoztatta a szöveget, hogy párbeszédnek tűnjön. Azon a változaton, melyről korábban azt hitték, Beyoncé Knowlesszal készült, valójában Beyoncé húga, Solange énekel. A dal egy remixében Nelly is közreműködik, ebből a változatból Keys részét kihagyták.

## Videóklip
A dal videóklipjét Chris Robinson rendezte, és a New York-i metróban forgatták. A klipet az MTV Total Request Live műsorában mutatták be először, 2004. szeptember 16-án. Huszonhét napig maradt a klipslágerlistán.

## Számlista
CD kislemez (Európa)
1. My Boo – 3:44
2. Confessions Part II (Remix) – 4:26

CD maxi kislemez (Egyesült Királyság)
1. My Boo
2. Confessions Part II
3. Confessions Part II (Remix)
4. Confessions Part II

CD maxi kislemez (Egyesült Királyság)
1. My Boo
2. Confessions Part II (Album Version)
3. Confessions Part II (Remix)
4. Confessions

12" maxi kislemez (Egyesült Királyság; promó)
1. Confessions (Part 2) – 3:48
2. My Boo – 3:45
3. Confessions (Part 2) (Remix) – 4:25

12" maxi kislemez (USA; promó)
1. My Boo (Main) – 3:44
2. My Boo (Instrumental) – 3:44
3. My Boo (Main) – 3:44
4. My Boo (Instrumental) – 3:44

## Helyezések
| Slágerlista (2004)                  | Legmagasabb helyezés |
| ----------------------------------- | -------------------- |
| Belga Ultratop 50 (Flandria)        | 21                   |
| Brit kislemezlista                  | 5                    |
| Finn kislemezlista                  | 14                   |
| Holland Top 40                      | 5                    |
| Ír kislemezlista                    | 7                    |
| Német kislemezlista                 | 4                    |
| Osztrák Top 40                      | 29                   |
| Svájci kislemezlista                | 3                    |
| Svéd kislemezlista                  | 18                   |
| USA Billboard Hot 100               | 1                    |
| USA Billboard Hot R&B/Hip-Hop Songs | 1                    |
| Slágerlista (2005)                  | Legmagasabb helyezés |
| Belga Ultratop 40 (Vallónia)        | 24                   |
| Francia kislemezlista               | 19                   |
| Kanadai kislemezlista               | 1                    |
| Norvég kislemezlista                | 4                    |